# Dicidens
Dicidens est un groupe de hip-hop français, originaire de Villiers-sur-Marne et Vitry-sur-Seine, dans le Val-de-Marne. Il est formé en 1996 par Nessbeal, Zesau et Koryaz. Le groupe publie son premier album, HLM Rezidants, en 2004.

## Biographie
Le groupe, respectivement originaire des quartiers Hautes Noues à Villiers-sur-Marne et des Malassis à Vitry-sur-Seine, se forme au milieu des années 1990. Avant la formation du groupe, Koryaz et Zesau se rencontrent à l'âge de 14-15 ans. Les deux font ensuite la rencontre de Nessbeal, par l’intermédiaire d’un ami. Cette histoire d'amitié donne ainsi naissance au groupe Dicidens. Concernant leurs noms, Koryaz explique : « Koryaz, ce blase-là on me l’a donné y’a longtemps. C’est par rapport à la musique, je ne sais plus. La façon dont je rappe… Sûrement par rapport à la vie que j’ai aussi. Zesau, ça vient de Keyer Söze puisqu’il aimait bien le film « Usual Suspects », en verlan. Et Dicidens…c’est l’un de nous trois qui l’a trouvé, je ne me souviens plus qui. Et dès qu’on l’a entendu, on a regardé la définition dans le dictionnaire et on s’est dit « Ah ouais, violent, vas-y on garde ça! » »
Le groupe sort plusieurs maxis à la fin des années 1990 dont un avec une des rares apparitions de Lunatic. Dicidens enregistre et publie son premier single Les sales gosses en 1997. « La première session studio, on a enregistré plusieurs morceaux dont celui-ci. C’était DJ Scar qui nous faisait les prods », explique Koryaz. Ils publient ensuite la chanson De larmes et de sang, extrait de leur premier album studio à venir. Les trois membres enregistrent ensuite leur premier album studio, HLM Rezidants en 1999/2000, qui est finalement publié en 2004, à cause de problèmes de distribution, avec les participations de la Malekal Morte et de Lunatic. Ce projet se vendra à 12 000 exemplaires. Cet album, sombre, décrit la réalité de la rue. Pour Captchamag, HLM Rezidants est « un album sans ratures (ni fausses blessures) : chaque piste est une bombe en puissance. » L'album est considéré par le public et la presse spécialisée comme un classique dans l'histoire du rap français.
Entre-temps, Nessbeal aura rejoint le 92I de Booba, Sir Doum's et la Malekal Morte. Il aura participé à Temps mort (Sans rature produit par Zesau) et Panthéon (Baby) mais finira par quitter le crew de Booba et signera chez Nouvelle Donne puis y sortira son premier album solo La mélodie des briques en 2006 puis Roi sans couronne en 2008. Chaque album possède un morceau regroupant les trois Dicidens au complet. De leur côté, Zesau et Korias auront fait de nombreuses apparitions sur différents projets, compiles et mixtapes se faisant ainsi un nom au sein de l'underground parisien. Zesau publie de son côté son street album intitulé Bad Muzik sur son label Bad Game en 2008, juste avant l'album de son compère Nessbeal.
En date de 2015, le groupe reste inactif, et chacun des membres se consacrent à leur carrière solo,,.

## Discographie

### Albums studio
- 2004 : HLM Rezidants
- 2007 : Session prélude avant de devenir Dicidensgereux
- 2012 : HLM Rezidants (rééditions)

### EPs
- 1999 : Les gosses
- 2000 : Criminogène
- 2001 : De larmes et de sang

### Apparitions
- 2002 : Booba feat. Nessbeal - Sans rature (sur l'album de Booba, Temps mort)
- 2002 : Dicidens - Freestyle (sur la mixtape Violences urbaines)
- 2003 : Booba feat. Nessbeal - Tout ce qu'on connait (sur la B.O. du film Taxi 3)
- 2003 : Zesau feat. Rohff, Dry et Sefyu - Baiser (sur la compilation Talents fâchés Vol.1)
- 2003 : Dicidens - Lyrical massage cardiac (sur la compilation Talents fâchés Vol.1)
- 2004 : Booba Feat Nessbeal - Baby (sur l'album de Booba, Panthéon)
- 2004 : Dicidens - Le sang des tours (sur la compilation Street Lourd Hall Stars)
- 2004 : Zesau feat. Ikbal - Tu t'es reconnu (sur la compile Talents fâchés Vol.2)
- 2004 : Dicidens - Rhymes anti-perso (sur la compile Lexro criminologie Vol.2)
- 2005 : Booba feat. Nessbeal - Bâtiment C Part II(sur la compile Illicite projet)
- 2005 : Nessbeal - Rap de paria (sur la mixtape de Booba, Autopsie Vol.1)
- 2005 : Nessbeal - Enterré vivant (sur la compile Patrimoine du ghetto)
- 2005 : Nessbeal - Ness romance (sur la compile La Nocturne)
- 2005 : Dicidens - Comme un train en marche (sur la compile Haute tension)
- 2005 : 113 feat. Zesau et Vitry All Stars - Vitry nocturne (sur l'album du 113, 113 degrés)
- 2006 : Nessbeal - Le chant du bitume (sur la compilation Les yeux dans la banlieue)
- 2006 : Dicidens - Freestyle (sur la compilation Narcobeat 1 : équipé sport)
- 2006 : Nessbeal Feat Koussek - Désillusion (sur la compilation Narcobeat 2 : règlement de comptes)
- 2006 : Nessbeal Feat Zahouania, Bilal et Big Ali - 200 degrés (sur la compilation Raï'N'B Fever Vol.2)
- 2006 : Nessbeal - Emmuré vivant (sur la compilation Hostile 2006)
- 2006 : Dicidens - Un featuring avec la haine (sur la compilation Talents fâchés Vol.3)
- 2006 : Sud Conscient feat. Dicidents, Tekila, Sefyu et L'Skadrille - TGI (sur le street CD de Sud Conscient, Street Show)
- 2006 : Zesau feat. 6 Coups Mc - Tu vas prendre des coups (sur la compilation Phonographe)
- 2006 : Zesau feat. Seth Gueko & Brasco - Toxique connexion (sur la compilation Les chroniques de l'asphalte)
- 2006 : Dicidens - Sauvage (sur la compilation Boucherie)
- 2006 : Zesau - Jungle urbain (sur la compilation Boucherie)
- 2006 : Zesau feat. Las Malas - C'est la merde (sur la compilation Boucherie)
- 2006 : Zesau - Zess mec de tess (sur la compilation Kontakt killer)
- 2006 : Zesau feat. Hamza - Son pirate de l'air (sur la compilation Illegal Radio)
- 2006 : N'Dal feat. Zesau - K sociaux (sur la compilation Il était une fois dans le 77)
- 2006 : 400 Hyènes feat. Dicidens - Le mal aux trousses (sur l'album de 400 Hyènes, Ghetto prodiges)
- 2006 : Seven feat. Korias - Instinct de survie (sur l'album de Seven, Mode de vie étrange)
- 2006 : TLF feat. Zesau - C'est la guerre (sur le street CD de TLF, Ghetto drame Vol.1)
- 2007 : Dicidens - Le son du ghetto sur la compile Industreet)
- 2007 : Manu Key feat. Zesau & Kennedy - Toujours plus sûr (sur l'album de Manu Key, Prolifique Vol.2)
- 2007 : Nessbeal feat. K'Reen - Légende d’hiver (sur la B.O. du film Taxi 4)
- 2007 : Nessbeal - Du feu dans les veines (sur la B.O. du film Scorpion)
- 2007 : Nessbeal - Du sale (sur la compilation Traffic)
- 2007 : Dicidens - Rien de personnel (sur la compilation Traffic)
- 2007 : Aketo feat. Zesau et Rim'K - Venimeuz muzik (sur le street CD d'Aketo, Cracheur 2 venin)
- 2007 : Dicidents - Champ de mine (sur la compilation Niroshima 3)
- 2007 : TLF feat. Zesau - C'est la guerre (sur le street CD de TLF, Ghetto drame Vol.1)
- 2007 : Zesau feat. Cicco - Le mal est sponsor (sur la compilation La rue prend le pouvoir)
- 2007 : Nessbeal - Coup 2 pression (sur la compilation Interdit aux bouffons)
- 2007 : Melissa feat. Nessbeal et Bakar - Pousse le volume (sur l'album de Melissa, Avec tout mon amour)
- 2008 : Nessbeal - Bitume expérience (sur la compilation Fat taf Vol.2)
- 2008 : Zesau feat. Seth Gueko - Danger (sur la mixtape de Seth Gueko, Drive by en caravane)
- 2008 : Nessbeal - Réalité française (sur la compilation La Fnac en mode rap français)
- 2008 : Zesau feat. Blady - L'État boycotte (sur la compilation Bitume attitude Vol.2)
- 2008 : Dicidens - Je représente (sur la compilation Département 94)
- 2008 : Dicidens feat. Cicatrice - On avance
- 2008 : Nessbeal - Amour éternel (sur la B.O. du film Mesrine)
- 2008 : Haks feat. Koryas & Demi Portion - Traffic de style (sur la mixtape de Haks, L'arme du crime Vol.1)
- 2008 : Isleym Feat Nessbeal - Ma solitude
- 2008 : Nessbeal - Colonne vertébrale (sur la compilation Nouvelle Donne la légende)
- 2008 : Unité 2 Feu feat. Zesau et Farage - Nos modes de vie (sur la mixtape de l'U2F, La ténébreuse mixtape)
- 2008 : Resprik1ff feat. Zesau et Maoss - De Vitry à Persan
- 2009 : Farage feat. Dicidens et Neoklash - Fonce dans le mur (sur la mixtape de Farage, Témoin du mal)
- 2009 : TLF feat. Nessbeal et Salif - Survie ou crève (sur la compilation Talents fâchés Vol.4)
- 2009 : TLF feat. Zesau, Beli Blanco & La Hyène - Vrais pour de vrai (sur la compilation Talents fâchés Vol.4)
- 2009 : Seth Gueko feat. Zesau, Al K-Pote, Six Coups MC, Seven, etc. - Tremblement de terre-terre (sur l'album de Seth Gueko, La chevalière)
- 2009 : C4 Explosif feat. Zesau - Freestyle (sur la compilation Association de malfaiteurs Vol.1)
- 2009 : Rim-K feat. Nessbeal - Chez toi c'est chez moi (sur la compilation Maghreb United)
- 2009 : La Fouine feat. Nessbeal - Banlieue sale music (sur la mixtape Capitale du crime Vol.2)
- 2009 : My Feat Zesau - Déglingué (sur l'album de My, Gosse du beatum Vol.1)
- 2010 : Koryas feat. V-LASKES - Authentic (sur l'album La rançon du vécu de V-Laskes)
- 2010 : Lhnstreet feat. Zesau - Ca passe ou ça passe (sur l'album Hors Game de Lhnstreet)
- 2010 : Mister You feat. Nessbeal - Quand on était petit (sur l'album de You, Présumé coupable)
- 2010 : Despo'Rutti feat. Nessbeal - L'œil aux beurs noirs (sur l'album de Despo, Convictions suicidaires)
- 2010 : Zesau feat. Despo'Rutti - Sauvage (sur la compilation Street Lourd 2 Hall Star)
- 2010 : Mister You feat. Zesau - En direct du zoo (sur le street CD de Mister You, Mec de rue)
- 2010 : Al K-Pote feat. Dicidens - Dicidengereux (sur l'album d'Al K-Pote, La Crème de L'Île-de-France)
- 2010 : Abis feat. Zesau - Quartier Hallam (sur la mixtape d'Abis, Quartier Hallam)
- 2010 : Jeune Ras feat. Koryas - 3008 (sur l'album Freeride de Jeune Ras)
- 2011 : Koryas feat. Dynam, Chamara et Nino du K2Banlieue Du sang sur les roses (sur la mixtape History of infamous K2Banlieue vol.3)
- 2011 : Doyen OG feat. Zesau et Nubi - Banlieue sude crade (sur l'album de Doyen OG, Ambition d'un renoi du 91)
- 2011 : D.A.T.S feat. Dosseh et Zesau - État Brut
- 2012 : Zesau feat. Kolonel 94 et Toumba Varguès - Avant que la mort te surprenne (sur l'album temps de chien de Toumba Varguès)